# Sid Ali Khenifsi
Sid Ali Khenifsi (en arabe : سيدعلي خنيفسي) est un footballeur algérien né le 16 novembre 1980 à Blida. Il évoluait au poste de défenseur.

## Biographie
Sid Ali Khenifsi évoluait en première division algérienne avec son le club formateur de l'USM Blida et du Paradou AC. Il dispute 69 matchs.

## Palmarès
USM Blida
- Championnat d'Algérie :
  - Vice-champion : 2002-03.